# Héctor Ramírez (Boxer)
Héctor Ramírez (* 20. Jahrhundert) ist ein ehemaliger kubanischer Boxer. 
Ramírez war kubanischer Meister 1978 und 1979 im Halbfliegengewicht (-48 kg). 
1975 gewann er die Zentralamerika- und Karibikmeisterschaften in Guatemala-Stadt. Im Jahr darauf gewann er dieselben Meisterschaften in Kingston im Fliegengewicht (-51 kg). 1978 nahm Ramírez  an den Weltmeisterschaften in Belgrad teil. Im Viertelfinale schlug er den späteren WBC-Weltmeister Rafael Oronó, Venezuela (4:1), und im Halbfinale den Japaner Ishi Koki (5:0). Im Finale traf Ramírez auf den polnischen Europameister Henryk Średnicki, dem er mit 4:1 Punktrichterstimmen unterlag. Bei den Panamerikanischen Spielen 1979 startete Ramírez wieder im Halbfliegengewicht und errang mit einem Finalsieg über den WM-Dritten Richard Sandoval, USA (5:0), die Goldmedaille. 
Trotz dieser internationalen Erfolge konnte sich Ramírez in der Folgezeit nicht mehr auf nationaler Ebene durchsetzen und wurde international folglich nicht mehr eingesetzt.